# Seven (album de Night Ranger)
Pour les articles homonymes, voir Seven.
Albums de Night Ranger
Neverland
(1995) Hole in the Sun
(2007)
Seven est un album hard rock du groupe américain Night Ranger, sorti en 1998.

## Titres
- "Sign Of The Times" (Blades) - 5:07
- "Jane's Interlude" (Blades/Keagy) - 0:26
- "Panic In Jane" (Blades/Keagy) - 4:40
- "Don't Ask Me Why" (Blades) - 4:41
- "Kong" (Hudson/Blades/Shaw) - 5:32
- "Mother Mayhem" (Blades/MacDonald) - 4:56
- "Soul Survivor" (Gillis/Blades) - 3:52
- "Sea Of Love" (Blades/Keagy) - 4:33
- "Peace Sign" (Blades/Gillis) - 4:07
- "When I Call On You" (Blades) - 4:02
- "Revelation" (Gillis/Keagy/Blades) - 4:31

## Musiciens
- Jack Blades : basse, chant
- Jeff Watson : guitare
- Brad Gillis : guitare
- Alan Fitzgerald : claviers
- Kelly Keagy : batterie, chant